# Indiai varjú
Az indiai varjú vagy házi varjú (Corvus splendens) a madarak osztályának verébalakúak (Passeriformes) rendjébe és a varjúfélék (Corvidae) családjába tartozó faj.

## Rendszerezése
A fajt Louis Pierre Vieillot francia ornitológus írta le 1817-ben.

## Alfajai
- Corvus splendens insolens (Hume, 1874) - Mianmar északi része
- Corvus splendens maldevicius (Reichenow, 1904) - a Maldív-szigetek
- Corvus splendens protegatus (Madarász, 1904) - India déli része és Srí Lanka
- Corvus splendens splendens (Vieillot, 1817) - Pakisztán, India, Nepál és Banglades
- Corvus splendens zugmayeri (Laubmann, 1913) - Irán délkeleti része és Pakisztán csatlakozó területei [2]

## Előfordulása
Irán, Pakisztán, India, Srí Lanka, a Maldív-szigetek, Nepál, Banglades és Mianmar területén honos, kóborlóként előfordul Thaiföldön is, valamint foltszerűen előfordul Afrika keleti részén is, ahol először Zanzibár szigetein telepedett le 1897 körül.
Ausztrália területére hajók potyautasaként települt le. A hajók több kontinensre is széthurcolták, már Európa több országának kikötőiben is észlelték, sőt 1998 óta a holland kikötőkben fészkelését is megfigyelték. Ázsia több országában is meghonosodott, Hongkong és Szingapúr területén mára elég nagy populációi élnek.
Az amerikai kontinensen csak a floridai St. Petersburg kikötővárosban él egy jelenleg még kis populációja,
Természetes élőhelyei az emberi környezet, vidéki kertek és városi régiók. Állandó, nem vonuló faj.

## Megjelenése
Testhossza 43 centiméter, szárnyfesztávolsága 76-85 centiméter, testtömege 320-415 gramm.

## Szaporodása
Fészekalja 3-6 tojásból áll, melyen 16-17 napig kotlik. A fiókák kirepülési ideje még 21-28 nap. 
|  |  |

## Természetvédelmi helyzete
Az elterjedési területe rendkívül nagy, egyedszáma pedig stabil. A Természetvédelmi Világszövetség Vörös listáján nem fenyegetett fajként szerepel.
Őshazáján kívül igen gyorsan terjeszkedő, inváziós faj. Az európai inváziós fajok listáján is szerepel.